# Pieve di Santa Maria a Scò

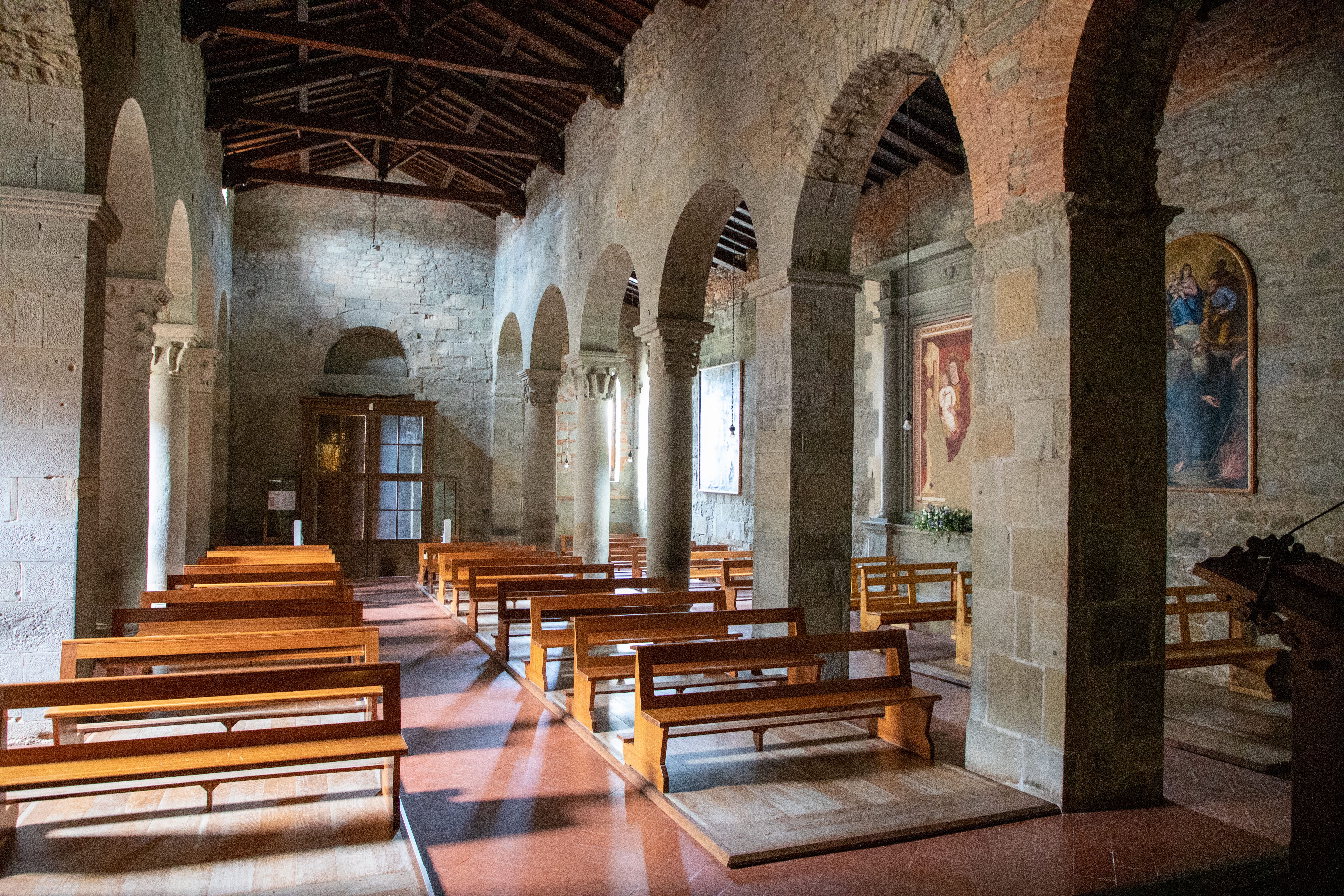
Interno

La pieve di Santa Maria a Scò è il principale edificio religioso di Pian di Scò, frazione di Castelfranco Piandiscò. Si trovava lungo la strada di Setteponti, via di probabile origine etrusca (in parte corrispondente alla Cassia antica), lungo la quale nell'XI secolo sorsero numerose pievi per il controllo politico e religioso del territorio. 

## Storia e descrizione
Documentata almeno dal 1008, si presenta oggi costruita in due fasi, come si desume anche dall'osservazione del paramento murario del fianco sinistro. La prima fase è visibile a sinistra, nel parato lapideo realizzato con pietre piccole e disposte in maniera irregolare, realizzato tra la seconda metà dell'XI secolo e la prima metà del XII; più a destra, dal portale laterale, il paramento costituito da conci in arenaria disposti ordinatamente e da arcate cieche, risale invece alla seconda metà del XII secolo. In alto, sotto il tetto, si vede l'irregolare muratura post-medievale.
È citata in documenti dei papi Pasquale II (1103), Innocenzo II (1134) e Anastasio IV (1153), che confermano ai vescovi di Fiesole la giurisdizione sulla chiesa. Nel 1259 il piviere contava ben dodici chiese, tra cui l'abbazia di San Salvatore a Soffena e le chiese di Santa Maria e San Michele a Faella, Sant'Andrea a Pulicciano, San Gaudenzio e San Miniato a Scò, San Bartolomeo a Gastra, Santo Stefano a Simonti e San Jacopo di Montecarelli. 
L'interno è a tre navate romaniche, coi capitelli che presentano decorazioni fito-, zoo- e antropomorfe, riferibili allo stesso contesto culturale di quelli della vicina pieve di San Pietro a Gropina. 
All'interno si trovano diverse opere d'arte: alla parete sinistra vicino all'ingresso è appeso un Compianto sul Cristo morto forse dell'ultimo Quattrocento attribuito a Luberto da Montevarchi, seguito da un'Assunta e Santi datata 1639 e firmata da Bartolomeo di Iacopo Pierazzi. Più avanti, un altare superstite ai 'restauri' novecenteschi incornicia oggi un affresco della Madonna col Bambino in trono riscoperto durante i restauri del 1968-69, datato 1453 e riferibile a Paolo Schiavo, unico frammento di una decorazione interna ad affresco che doveva essere certamente più ampia. Sulla stessa parete si trovano più avanti anche un Sant'Antonio Abate in contemplazione della Madonna in Gloria tra i Santi Giovanni Battista e Pietro, attribuita ad Antonio Puglieschi ed una Santa Lucia settecentesca di autore ignoto. Affissa ad un pilastro è inoltre una terracotta policroma quattrocentesca della Madonna col Bambino riferibile alla bottega del Ghiberti e derivata dalla Madonna col Bambino, o Madonna del Latte, già nel Tempietto robbiano e oggi nella Collegiata di Montevarchi.
Alla parete destra è una Sacra Famiglia con san Giovannino, notevole composizione cinquecentesca di ambito fiorentino, attribuita a Costantino de' Servi.
In occasione dei festeggiamenti per il millenario della pieve tenutisi nel 2008/09, è stato posto come paliotto dell'altare maggiore un trittico di bassorilievi in cemento fuso dell'artista Mauro Capitani che raffigura temi mariani.